# والتر ساباتینی
والتر ساباتینی (انگلیسی: Walter Sabatini؛ زادهٔ ۲ مهٔ ۱۹۵۵) بازیکن فوتبال اهل ایتالیا است.
از باشگاه‌هایی که در آن بازی کرده‌است می‌توان به باشگاه فوتبال پروجا، باشگاه فوتبال پارما، باشگاه فوتبال آ.اس. رم، باشگاه فوتبال ارورا پرو پاتریا ۱۹۱۹، باشگاه فوتبال ونتزیا، باشگاه فوتبال ویچنزا، باشگاه فوتبال پالرمو، و باشگاه فوتبال وارزه اشاره کرد.